# Wilhelm Maßmann (Schachsammler)

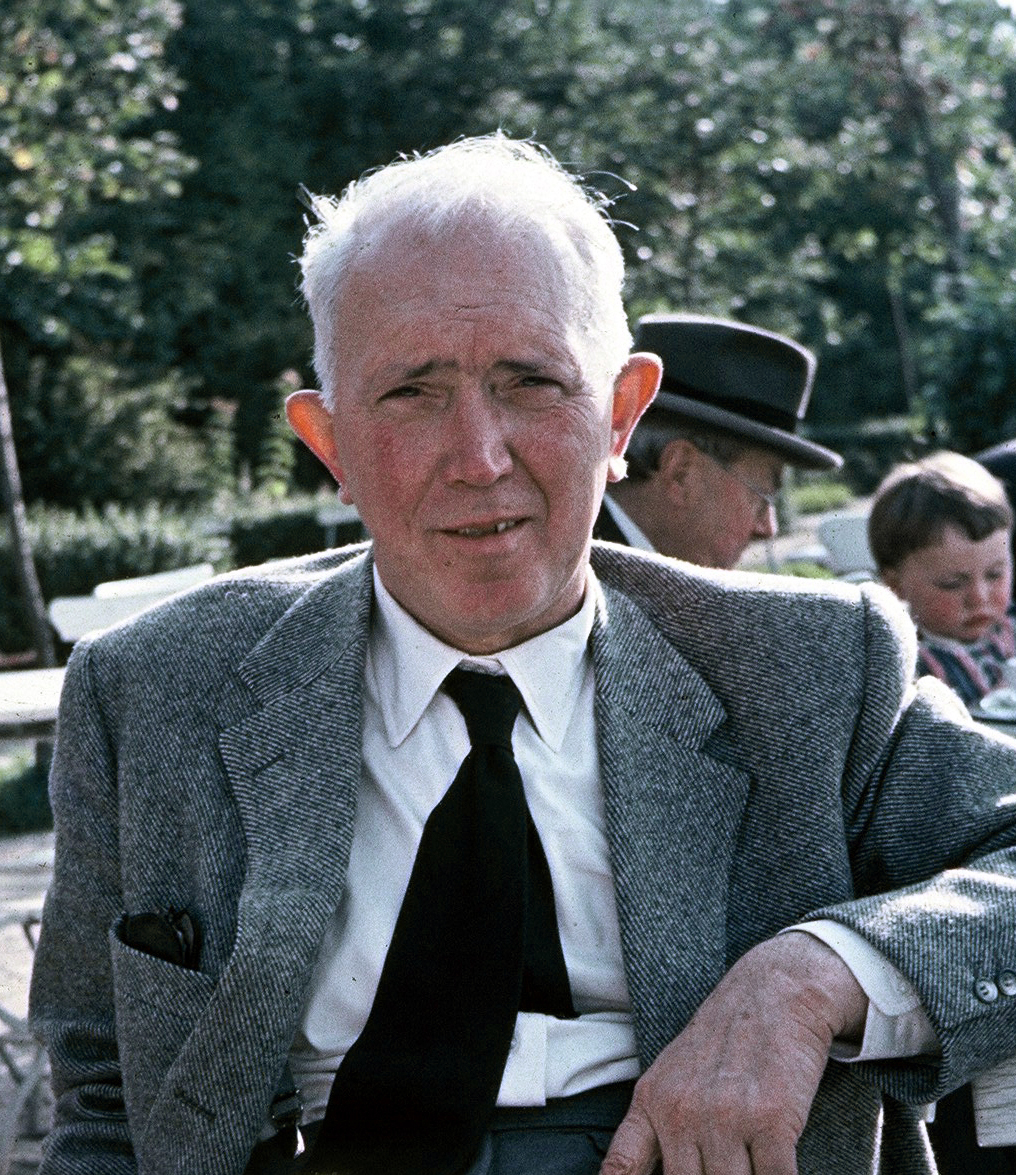
Wilhelm Maßmann

Wilhelm Karl Heinrich Maßmann (* 6. Juli 1895 in Preetz; † 17. Dezember 1974 in Kiel) war ein deutscher Schachsammler und Schachkomponist.

## Leben
Maßmann war Sohn eines Maurermeisters. Nach dem Ersten Weltkrieg studierte er Rechtswissenschaft, ließ sich später als Rechtsanwalt nieder und promovierte 1929 zum Dr. jur. Auch nach dem Zweiten Weltkrieg war er als Anwalt in Kiel tätig.

## Schachkomposition
Maßmanns Interesse galt seit seiner Jugendzeit dem Schach, das er bereits als Junge von seinem Vater erlernte. Er beteiligte sich nur zwei- oder dreimal an örtlichen Turnieren, seine Neigung lag in der Schachkomposition. Seine besondere Liebe galt der Miniatur, den Aufgaben mit maximal sieben Steinen. Auf diesem Gebiet vollbrachte er die bedeutendsten Leistungen. Seine ersten Schachminiaturen entstanden 1914 bis 1916, insgesamt sind 646 von ihm bekannt.

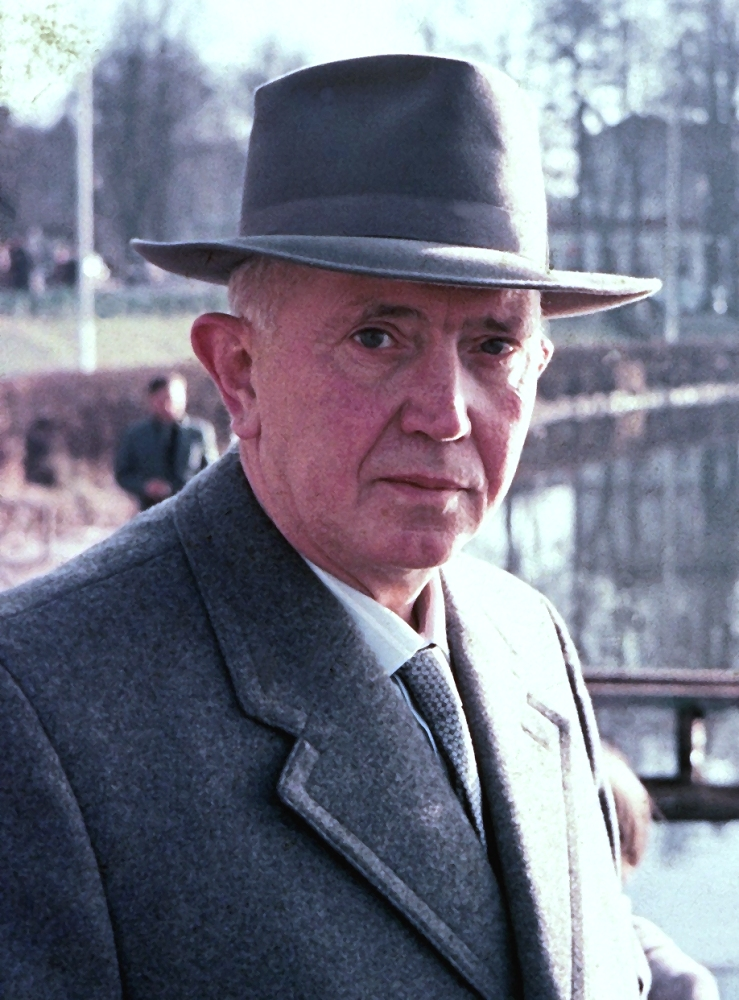
Wilhelm Maßmann

Anfang der dreißiger Jahre veröffentlichte er u. a. in den Kieler Neuesten Nachrichten unter dem Pseudonym „Kl. Kleinschmied“ eine Reihe Zweizüger. Auch literarisch hat sich Maßmann mit vielbeachteten Aufsätzen und Übersetzungen zur Schachkomposition hervorgetan. 1925 übersetzte er das berühmte White-Buch über Sam Loyd.
|   | a | b | c | d | e | f | g | h |   |
| 8 |   |   |   |   |   |   |   |   | 8 |
| 7 |   |   |   |   |   |   |   |   | 7 |
| 6 |   |   |   |   |   |   |   |   | 6 |
| 5 |   |   |   |   |   |   |   |   | 5 |
| 4 |   |   |   |   |   |   |   |   | 4 |
| 3 |   |   |   |   |   |   |   |   | 3 |
| 2 |   |   |   |   |   |   |   |   | 2 |
| 1 |   |   |   |   |   |   |   |   | 1 |
|   | a | b | c | d | e | f | g | h |   |

Lösung:
1. Sd3–e1! f2–f1D+ Nun wird die Dame als Fernblock genutzt.

2. Se1–f3+ Kh4–h3

3. Te5–h5+ Kh3–g2

4. Th5–h2 matt.

In den Nebenvarianten wird mittels Zugzwang das Ziel erreicht:

2. … Df1xf3+ 3. Kf4xf3 Kh4–h3 4. Te5–h5 matt.
1. … f2xe1~ 2. Te5xe1 Kh4–h5 3. Te1–e6 Kh5–h4 4. Te6–h6 matt.

2. … Kh4–h3 3. Te1–e2 Kh3–h4 4. Te2–h2 matt.

## Miniaturensammlung
Maßmanns Miniaturensammlung war eine der umfassendsten Aufgabensammlungen zur damaligen Zeit. Die „ursprüngliche“ Maßmann-Sammlung ging noch auf Wilhelm Maßmanns Vater zurück, Peter Asmus Maßmann († 1936), der seinem Sohn eine systematisch geordnete Miniaturensammlung von über 9.000 Stück hinterließ. Anfang der 1960er Jahre wurde die Miniaturensammlung auf Karteikarten übertragen. Beim Tode Wilhelm Maßmanns umfasste sie rund 18.000 Aufgaben seit Beginn der Schachkomposition. Am Aufbau dieser Sammlung war der Schachspieler und Komponist Bodo von Dehn beteiligt und nach dessen Tod Kay Soltsien.
Die Sammlung besteht aus einigen Karteikästen, ist im Besitz der Schleswig-Holsteinischen Landesbibliothek und kann in Kiel eingesehen werden. Ihr Inhalt wurde in die Dateien der Miniaturensammlungen des inzwischen verstorbenen Erfurters Klaus-Peter Zuncke und des Dossenheimers Wolfgang Alexander Bruder weitgehend übertragen.

## Die Bibliothek Maßmann
Wilhelm Maßmanns Schachbibliothek von etwa 1500 Bänden wurde aufgrund der testamentarischen Verfügung Maßmanns 1974 der Schleswig-Holsteinischen Landesbibliothek übereignet. Durch die 1982 erfolgte Veröffentlichung des von Horst Lüders bearbeiteten Katalogs der Bibliothek Maßmann angeregt, verfügte der Lübecker Bankkaufmann Gerd Meyer, seine eigene, breiter angelegte Schachbibliothek nach seinem Tode ebenfalls dieser Bibliothek zu übereignen, was 1994 geschah. Damit ist die Schleswig-Holsteinische Landesbibliothek im Besitz der größten Schachbuchsammlung Deutschlands in öffentlicher Hand.

## Werke
- Alain Campbell White: Sam Loyd und seine Schachaufgaben. Autorisierte Übersetzung von Wilhelm Maßmann. Schachverlag Hans Hedewig's Nachf. Curt Ronniger, Leipzig, 1926.
- Franz Palatz, Wilhelm Maßmann, Werner Speckmann, Karl Fabel: Kleinkunst 120 Schachminiaturen. A. Lapáček in Prag, 1943
- Franz Palatz, Wilhelm Maßmann, Werner Speckmann, Karl Fabel: Kleinkunst im Schachproblem. Walter Rau Verlag, Düsseldorf 1967, 2. Aufl. (Südwestschach-Reihe, Band 7)